# スペスミーロ
スペスミーロ(Spesmilo)は、現在は使われていない十進法の国際通貨である。1907年にルネ・ド・ソシュールが提案し、第一次世界大戦前にロンドンのw:Ĉekbanko Esperantista等、イギリスとスイスの少数の銀行で用いられた。Spesmiloは、エスペラント語で「1000ペニー」という意味である。
1スペルミーロは、1000スペーソに相当し、0.733 gの純金と等価である。当時は、おおよそ0.5アメリカ合衆国ドル、2シリング（0.1スターリング・ポンド）、1ルーブル、2.5スイスフランに相当した。2022年11月6日時点では、43.50USドル、38スターリングポンド、44ユーロ、2692ルーブル、43スイスフランに相当する。
基本単位であるスペーソは、イタリア語のSpesaまたはドイツ語のSpesenという言葉に由来し、分数を避けるために意図的に非常に小さく作られた。

## 記号

Spesmilo sign ₷

スペスミーロの記号は、エスペラント語でspesmilsignoと呼ばれ、筆記体の大文字のSの尾に小文字のmを組み合わせたモノグラムであり、しばしば、文字を分けてSmと組版される。
ユニコードでは、この記号には5.2版でU+20B7 ₷ SPESMILO SIGNが割り当てられた。

## その他
- ステロは、1942年から1990年代までw:Universal Leagueで用いられた別の通貨単位である。
- エスペラント語版のモノポリーでは、ゲームの中の通貨単位としてスペルミーロを用いる[11]。